# Derek Clarke
Derek Clarke (Willenhall, 19 febbraio 1950) è un ex calciatore inglese, di ruolo attaccante.

## Biografia
Suo fratello maggiore Frank ed i suoi fratelli minori Allan, Kelvin e Wayne sono stati a loro volta dei calciatori professionisti: l'unico dei 4 a non aver mai giocato in prima divisione è Kelvin; Frank è inoltre l'unico dei 5 fratelli a non aver mai giocato con il Walsall (club professionistico dell'omonima città nei cui dintorni si trova Willenhall, cittadina di cui sono originari i fratelli Clarke).

## Carriera
Dopo aver giocato nelle giovanili del Walsall, con cui nella stagione 1967-1968 mette a segno 2 reti in 6 presenze in Third Division, viene acquistato per 25000 sterline dal Wolverhampton nell'estate del 1968. Nella stagione 1968-1969, all'età di 18 anni, disputa 4 partite in prima divisione con i Wolves; nella stagione successiva gioca un'ulteriore partita in questa categoria, venendo poi ceduto per 12000 sterline all'Oxford Utd, club di seconda divisione.
Qui, nell'arco di 6 stagioni, totalizza complessivamente 178 presenze e 35 reti in partite di campionato; a seguito della retrocessione del club al termine della stagione 1975-1976, gioca poi per 2 stagioni in seconda divisione all'Orient (36 presenze e 6 reti in partite di campionato), con cui nella stagione 1977-1978 raggiunge la semifinale di FA Cup, persa contro l'Arsenal; nella parte finale della stagione 1977-1978 passa in prestito al Carlisle Utd, club di terza divisione, in cui da anni giocava anche suo fratello Frank: qui gioca però una sola partita, ed a fine anno sia lui che Frank (più anziano di 8 anni) si ritirano.